# Odontomyia toxopeusi
Odontomyia toxopeusi är en tvåvingeart som först beskrevs av Lindner 1957.  Odontomyia toxopeusi ingår i släktet Odontomyia och familjen vapenflugor. Inga underarter finns listade i Catalogue of Life.